# FIN7
FIN7 és un grup criminal avançat d'amenaces persistents rus que s'ha orientat principalment als sectors del comerç al detall, la restauració i l'hostaleria dels Estats Units des de mitjan 2015. Una part de FIN7 s'executa a la companyia pantalla Combi Security. Se l'ha anomenat un dels grups de pirateria criminal amb més èxit del món.

## Història
El març de 2017, FIN7 es va dedicar a una campanya d'atacs spearfishing contra empleats de l'empresa implicats en les presentacions de la SEC.
L'agost de 2018, el Departament de Justícia dels Estats Units va acusar tres membres de FIN7 per ciberdelictes que van afectar més de 100 empreses nord-americanes.
El novembre de 2018 es va informar que FIN7 estava darrere de les infraccions de dades de Red Robin, Chili's, Arby's, Burgerville, Omni Hotels i Saks Fifth Avenue.
El març de 2020 es va informar que FIN7 estaven involucrats en atacs amb BadUSB.
El desembre de 2020 es va informar que FIN7 podria ser un col·laborador proper de Ryuk.
L'abril de 2021, un "gerent d'alt nivell" de FIN7 Fedir Hladyr d'Ucraïna va ser condemnat a 10 anys de presó als Estats Units després que es va declarar culpable dels càrrecs de conspiració per cometre frau electrònic i un càrrec de conspiració per cometre pirateria informàtica.